# Ландау Михайло Маркович
Михайло Маркович Ландау — купець, керуючий бразильським консульством у Миколаєві (1919). Керуючий миколаївського відділення Одеського Купецького банку. Агент Страхового товариства «Росія». Віце-консул Бразильського консульства.